# Антамори, Паоло Франческо
Паоло Франческо Антамори (итал. Paolo Francesco Antamori; 14 ноября 1712, Рим, Папская область — 4 декабря 1795, Орвието, Папская область) — итальянский куриальный кардинал и доктор обоих прав. Епископ Орвието с 11 декабря 1780 по 4 декабря 1795. Кардинал-священник с 11 декабря 1780, с титулом церкви Санти-Бонифачо-э-Алессио со 2 апреля 1781.